# Kordongsystem
Kordongsystem är en under slutet av 1700-talet förekommande krigföringsform som består däri att arméerna utbreds likformigt över breda fronter för att kunna bjuda motstånd varifrån fienden än kom.
Denna defensiva krigsmetod, som förlamade varje initiativ, användes bland annat under de förbundna under Franska revolutionskrigen, men ledde till katastrofala nederlag mot Napoleon Bonaparte.